# Czesław Parczyński
Czesław Juliusz Parczyński (ur. 1 lipca 1896 w Krakowie, zm. wiosną 1940 w Charkowie) – podpułkownik dyplomowany piechoty Wojska Polskiego, kawaler Orderu Virtuti Militari, ofiara zbrodni katyńskiej.

## Życiorys
Urodził się 1 lipca 1896 w Krakowie jako syn Józefa, dyrektora gimnazjum, i Marii z Graleckich. Jego trzej bracia także byli oficerami Wojska Polskiego: Stanisław Tadeusz ps. „Młot”, kapitan 5 pułku piechoty Legionów, poległ 1 maja 1920 w Fastowie, Tadeusz ps. „Polan”, podporucznik 6 pułku piechoty Legionów, poległ 3 października 1920 w Lidzie, Julian Edmund, major dyplomowany, zginął śmiercią samobójczą 20 października 1938. Starsi bracia: Stanisław (ur. 1888) i Tadeusz (ur. 1893) zostali pośmiertnie odznaczeni Krzyżem Srebrnym Orderu Virtuti Militari i Krzyżem Niepodległości (Stefan otrzymał Krzyż z Mieczami), natomiast najmłodszy z braci Julian Edmund - Medalem Niepodległości. Czesław miał jeszcze 4 siostry (Domicellę, Amalię, Marię i Olgę).
Czesław po ukończeniu gimnazjum rozpoczął studia prawnicze na Uniwersytecie Jagiellońskim oraz muzyczne w Konserwatorium Towarzystwa Muzycznego. W czasie I wojny światowej walczył w szeregach c. i k. armii. W 1916 dostał się do rosyjskiej niewoli. Został osadzony w Zadońsku, w ówczesnej guberni woroneskiej.
W 1918 został przyjęty do Wojska Polskiego i przydzielony do Legii Oficerskiej w Krakowie.
1 czerwca 1921 pełnił służbę w 6 pułku piechoty Legionów. 3 maja 1922 został zweryfikowany w stopniu kapitana ze starszeństwem z dniem 1 czerwca 1919 i 1859. lokatą w korpusie oficerów piechoty, a jego oddziałem macierzystym był nadal 6 pułk piechoty Legionów. Z 1 stycznia 1925 powrócił ze stanu nieczynnego do służby czynnej w macierzystym 6 pp Leg. W listopadzie 1927 został przydzielony do dowództwa 1 Dywizji Piechoty Legionów w Wilnie na stanowisko oficera sztabu. Z dniem 22 marca 1929 został przydzielony do Generalnego Inspektora Sił Zbrojnych na stanowisko adiutanta przybocznego. Z dniem 4 stycznia 1932 został powołany na dwuletni kurs do Wyższej Szkoły Wojennej w Warszawie. 2 grudnia 1930 został mianowany majorem ze starszeństwem z dniem 1 stycznia 1931 i 70. lokatą w korpusie oficerów piechoty. Z 1 października 1933, po ukończeniu kursu i otrzymaniu dyplomu naukowego oficera dyplomowanego, został przeniesiony do Biura Ogólno Organizacyjnego Ministerstwa Spraw Wojskowych. Od grudnia 1934 kontynuował służbę w Departamencie Dowodzenia Ogólnego Ministerstwa Spraw Wojskowych. W styczniu 1936 został przeniesiony do 5 pułku piechoty Legionów w Wilnie na stanowisko dowódcy batalionu. W listopadzie 1937 został przeniesiony do 1 Dywizji Piechoty Legionów stanowisko szefa sztabu. Na stopień podpułkownika został mianowany ze starszeństwem z dniem 19 marca 1938 w korpusie oficerów piechoty.
Na stanowisku szefa sztabu 1 DP Leg. walczył w kampanii wrześniowej. 22 września 1939 został ciężko ranny (w plecy i okolice obojczyka). Następnie dostał się do niewoli sowieckiej i przebywał w obozie w Starobielsku. Wiosną 1940 został zamordowany przez funkcjonariuszy NKWD w Charkowie i pogrzebany w bezimiennej, zbiorowej mogile w Piatichatkach, gdzie od 17 czerwca 2000 mieści się oficjalnie Cmentarz Ofiar Totalitaryzmu w Charkowie.
W 1922 ożenił się z Heleną (1901–1992), córką Aleksandra Jabłowoskiego, urzędnika akcyzowego w Prelach, i Elzy Zewald. W 1928 z tego związku urodził się syn Olgierd, pracownik naukowy Łotewskiego Uniwersytetu Rolniczego w Jełgawie.
5 października 2007 minister obrony narodowej Aleksander Szczygło mianował go pośmiertnie na stopień pułkownika. Awans został ogłoszony 9 listopada 2007 w Warszawie, w trakcie uroczystości „Katyń Pamiętamy – Uczcijmy Pamięć Bohaterów”.

## Ordery i odznaczenia
- Krzyż Srebrny Orderu Virtuti Militari nr 12247[27]
- Krzyż Walecznych dwukrotnie[28]
- Złoty Krzyż Zasługi – 19 marca 1936 „za zasługi w służbie wojskowej”[29]
- Srebrny Krzyż Zasługi – 16 marca 1928 „za zasługi na polu wiedzy wojskowej”[30][31]
- Odznaka Pamiątkowa Generalnego Inspektora Sił Zbrojnych – 12 maja 1936
- łotewski Medal Pamiątkowy 1918–1928 – 6 sierpnia 1929[32]